# Faro de Colina Gibbs
El faro de Coilna Gibbs, se ubica en el océano Atlántico, Bermudas. Fue construido en 1846.
Es una torre blanca, a 362 metros sobre el nivel del mar, con destello blanco con un destello de dos segundos con intervalos de diez segundos. El faro cobra entrada y esta habilitado al público entre las 9 y las 16 horas. En 2014 fueron culminadas las obras pintado y de restauración de la plataforma de observación y las barandas. El faro considerado como una de las atraccioes turísticas más importantes e históricas de la isla.